# Breitenbrunn, Unterallgäu
Breitenbrunn là một đô thị ở huyện Unterallgäu bang Bayern, Đức.